# 徳山おどり

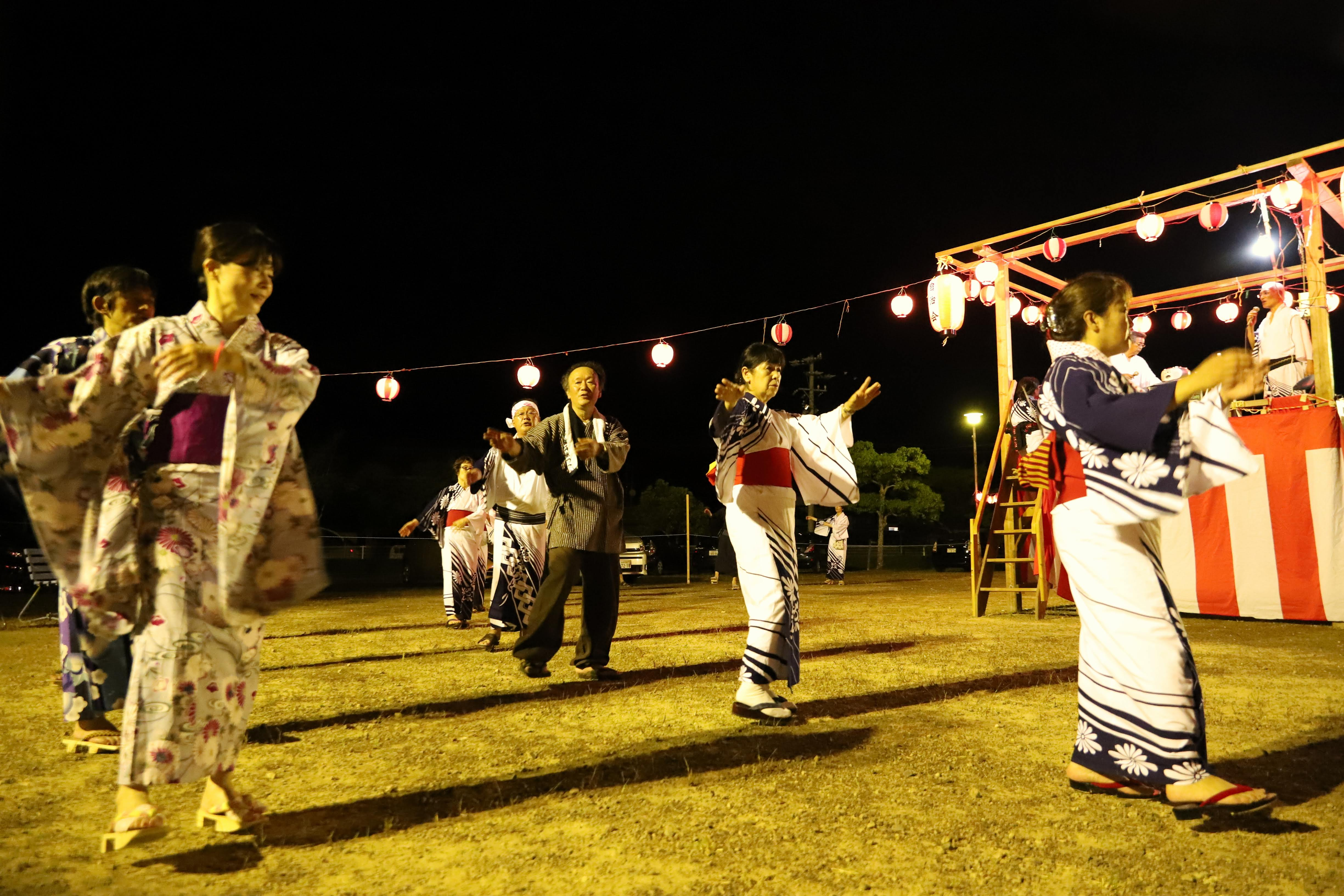
2019年に開催された「とくやま盆踊り大会」の一幕（徳山団地中央公園）

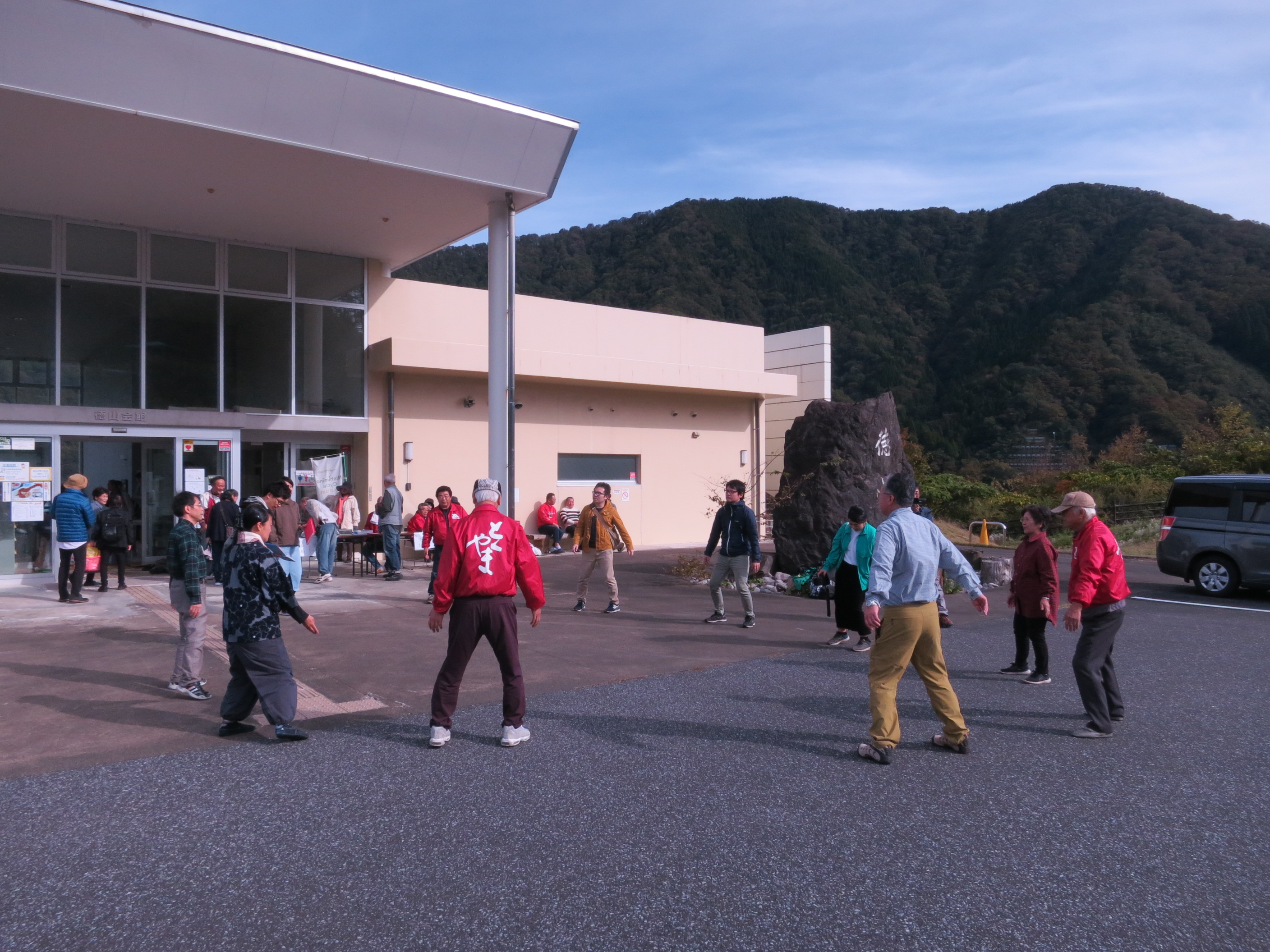
2019年10月に行われたふるさと会での徳山おどりの様子。徳山会館の前で踊りの輪が作られた。

徳山おどり（とくやまおどり）は、岐阜県揖斐郡旧徳山村で伝承されている盆踊りである。近江、越前、美濃など周辺地域からの影響を感じさせる数々の盆踊り唄が伝わっている。
徳山村は徳山ダムの建設計画によって、1987年（昭和62年）に廃止され、2008年（平成20年）5月のダム完成で、門入（かどにゅう）など一部地域を残して全村水没となった。しかし、徳山おどり自体は、本巣市の網代･糸貫･文殊団地、揖斐川町の表山団地、北方町の芝原団地など集団移転先でも元住人たちによって踊り続けられた。当初は集団移転先の5団地ごとに保存会が結成されたが、会員の減少に伴い2007年（平成19年）12月に5団体を統合。以降、現在に至るまで徳山おどり保存会による定期練習会が催され、年に一度元住人たちが集まる「徳山ふるさと会」などで実際に唄い踊られ続けている。
離村後は集団移転先の団地での夏祭りなどで徳山おどりが踊られていたが、近年は元住人の高齢化や、騒音問題などによって、盆踊り大会が開催されずにいた。しかし、2018年に東京での徳山おどり愛好者による会が立ち上がったり、2019年に十数年振りに徳山団地で徳山おどりの盆踊り大会が2日間にわたり開催されたりするなど、復活の機運が高まっている。

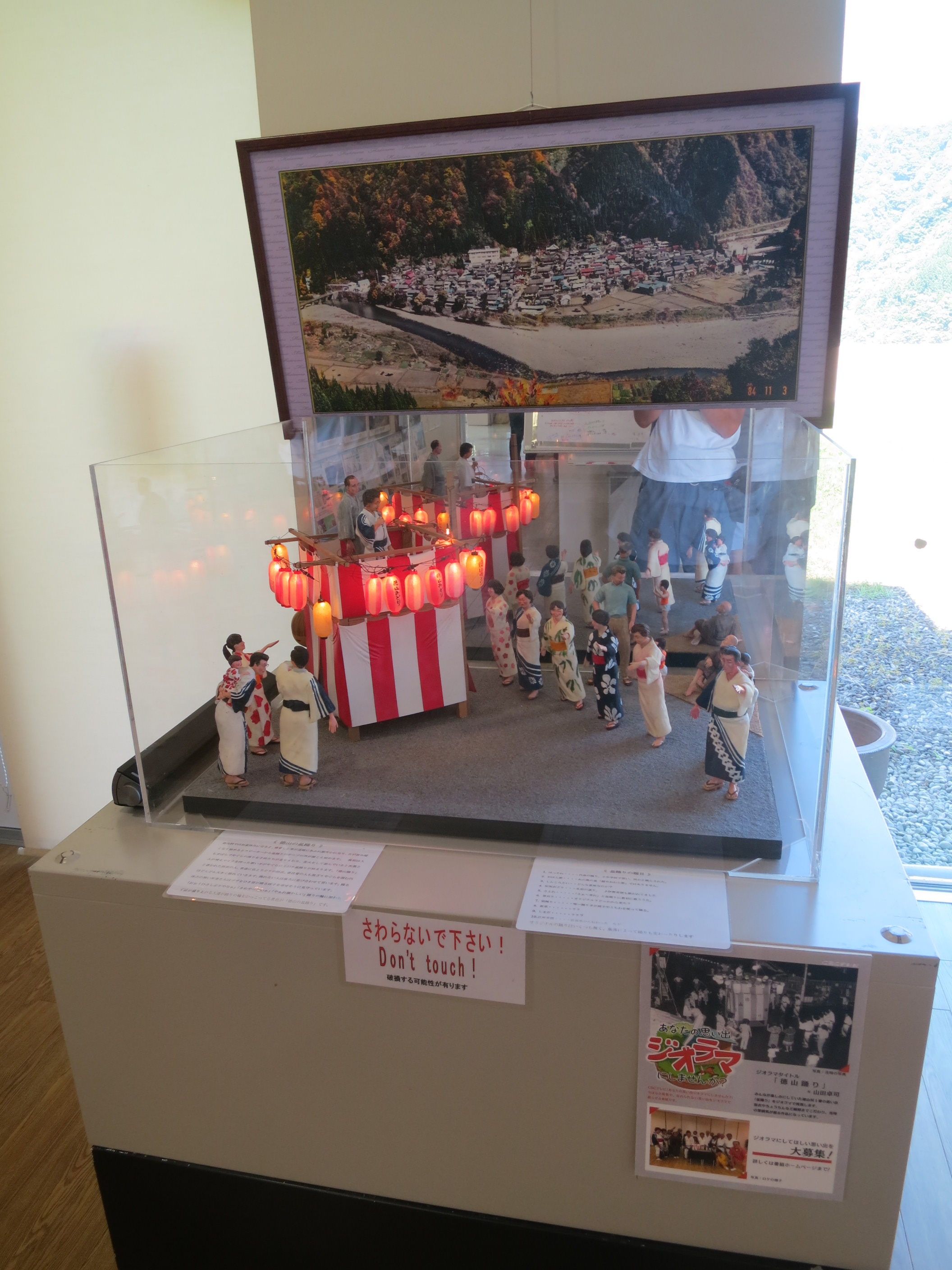
TVの企画で作成された、村の盆踊りを再現したジオラマ。徳山会館内に展示されている。

## 概要

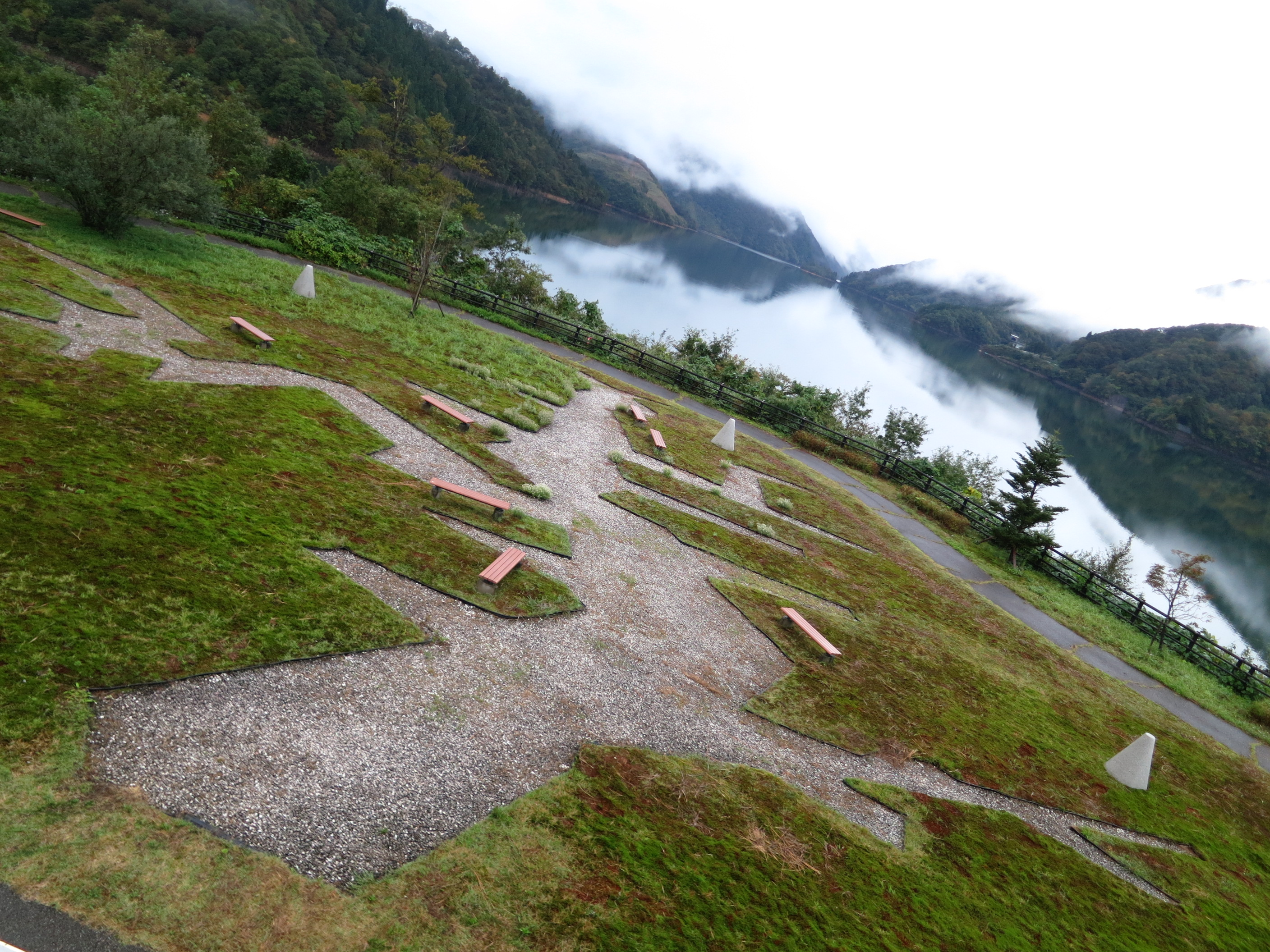
徳山会館敷地内にあるダム湖を模したもの。配置されたベンチが八集落のあった場所を表している。

徳山おどりは、三味線や太鼓、笛といった鳴り物が入らない、昔ながらの素朴な形を残した盆踊りである。基本的には音頭取り（歌い手）の唄と、踊り子たちによる合いの手との掛け合いによって踊りが進行していく。また、同じ「徳山村」といっても、八ヶ村(徳山/本郷・上開田/池田・下開田/漆原・山手・櫨原・塚・戸入・門入)の集落ごとに、唄や踊り方に微妙な地域差があり、現在でも元住人たちが集まると、踊り方への見解に相違が生まれることがある。

徳山村で盆踊りが行われたのは主にお盆の8月14日、15日、16日のことで、盆の三日間は若者から年寄りまで皆で櫓を囲んで踊り明かしたという。場所は各集落では道場やお宮の広場が選ばれていたが、村の中心だった本郷地区では大通りに櫓を立てて道路に踊りの輪を作った。このほか、年に二回のお回りや（春・夏）、おとりこし（11月〜）といった宗教行事の折にも踊りが行われたという。娯楽の少ない徳山村では、人が集まれば何かにつけて唄や踊りが行われたそうだ。

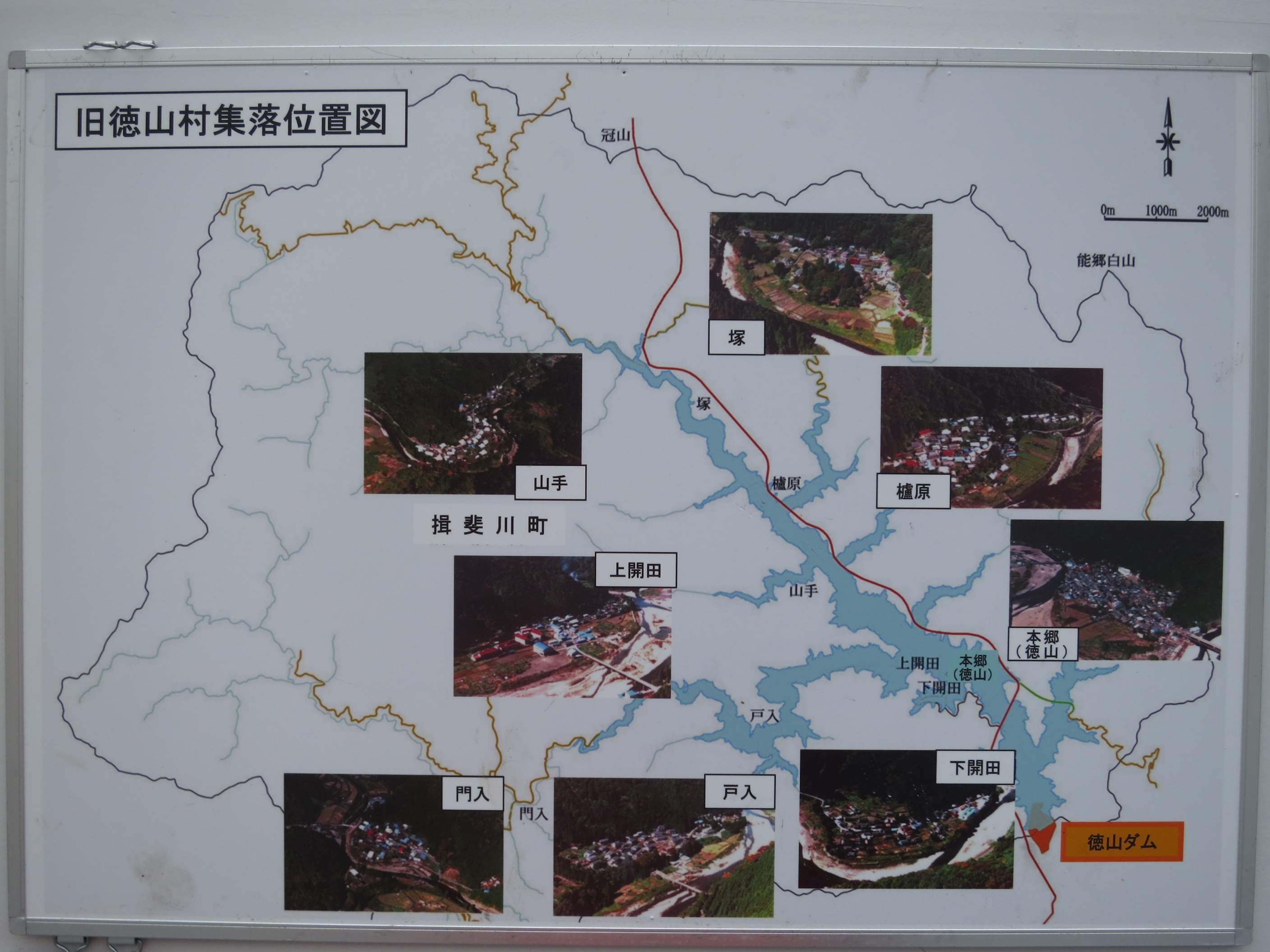
八集落の位置関係。集落によっては隣の集落まで何kmも離れていたという。

## 曲目
かつては数多くの作業唄･祝い唄･盆踊り唄などが唄われていたが次第に姿を消して行き、現在は以下に挙げる11曲が「徳山おどり保存会」によって唄い踊り継がれている。
なお、徳山村史に「この地特有の民謡としてこの地に発祥したという根拠を持つ民謡というものは全くないといってもよい」とあるように、その唄の殆どが全国各地から流入･伝播されたものと推測されるが、その詳しい来歴はほぼ不明である。

### さよれ
盆踊りの踊り始めに唄われた曲。「さよれ」とは「参じ寄れ」「さあ寄れ、さあ寄れ」の意であるといい、この唄が聞こえてくると「盆踊りが始まったな」と村人たちは三々五々、踊り場に集まって来たという。踊り始めにしか踊られなかったことで、実際に踊ったことのある人も他の踊りに比べて少なかった様子。
「さよれ」はまた別名「さより/さんより」ともいい、秋刀魚など細長い魚の塩漬けのことでもあるらしい。かつて北陸から海の幸を運んだ「さば街道」と同様の「さより街道」が存在し、それに因んだ唄が行商人と共に流入したのかも知れない。実際、徳山は山深い土地でありながら、唄の文句の中には「さより街道を 鰯が通る 鯖も出て見よ 鰺ょ連れて」と、海の魚について唄われているものも多い。
詩型は7･7･7･5調の小唄型式であるが、「さより街道を 鰯が通る 出て見よ鯖も　鯖も出て見よ 鰺ょ連れて」と３句目の７文字(3･4)を一度前後逆から唄い、再度元通りにして唄う(4･3→3･4→５)という独特な唄い方をする。

〽（サーヨレ サーヨレー）
　さよれさよれと 踊る娘が可愛い
　　過ぎたら 今宵
　今宵過ぎたら 悔しかろ（サーヨレ サーヨレー）

### ほっそれ
「徳山おどり」の代表曲で、村内の小学校の運動会でも踊られたため、今でも多くの徳山人が踊れるという。
元々は「輪島出てから 今年で四年じゃ 能登の輪島へ 戻りたい」という唄い出しの文句から「輪島」と呼称されていたが、昭和9年頃岐阜市公会堂にて行われた岐阜県内の盆踊りコンクール出場の際に、「徳山おどり」の代表曲として『徳山』の名を冠したものにしようと、囃し言葉を取って「徳山ほっそれ」と呼ぶようになったという。
その殆どが山林だった徳山の地には、かつて多くの木地師が入り込んでいたらしく、そうした人々が能登から伝えたのではないかといわれている。実際に「麦や節」に代表される輪島系の唄に近い唄い方をする。また7･7･7･5調の本唄の後に、7･7･7･7或いは7･7･7の長囃しが都度差し込まれ、滑稽なその文句もあって踊り場を大いに盛り上げる。
なお、徳山おどりの曲目の中でこの「徳山ほっそれ」のみ、揖斐川町の無形民俗文化財に指定されている。
〽憂いは馬坂 ヨイ つらいはイヨー（コラショイ）
　　ヤレ 冠ヨーオイヤーレー
　ヨイ のりの長いはイーヨー
　　ヤレ 田代谷ヨー
「アリャ 越卒(おっそ)は下だよ 門脇ゃ上だよ
　　大井は川西 三日月ゃ拝めぬ ホッソレ ホッソレ」

### おはら節
盆踊りだけでなく、祝いの宴席でもよく唄い踊られたという。
唄の文句から、富山県八尾の「越中おわら節」との関連が強く考えられる曲。踊りの振りや唄の節回しは「越中おわら節」のそれとは異なるが、歌詞については本唄の合間合間に差し込まれる長囃しも含めて、殆ど同じである。
かつて徳山出身者が八尾の風の盆を見に行った際、戯れに徳山の「おはら節」を踊っていたところ、土地の古老が駆け寄って来て「それは昔のおわら節だ」と驚かれたことがあったという。「越中おわら節」が今の形に洗練される前の古態を残している可能性もある。
「徳山おどり」のおはら節は素朴な振付けながら、しなよく踊ることが求められ、「座布団一枚の上で踊れ」と言われる。

〽（キタサーノサーアア ドーッコーイショー）
　おわら おわら節 どこでも流行る（コラショイト）
　　わけてこの地じゃ オハラ なお流行る（キタサーノサーアア ドーッコーイショー）
　「越中じゃ立山 加賀では白山
　　　駿河の富士山 三国一だよ」
　（キタサーノサーアア ドーッコーイショー）

### 松坂おどり
曲調も明るく軽快で、踊りも簡単なことから、景気付けに踊られる。
しかしその来歴は不明でこの踊りに言及している資料も少ない。
詩型は7･7･7･5調の小唄型式であるが、7･7調の口説き型式で物語を唄っている古い音源も残っており、かつては主に口説きが唄われていたのではないかとも思われる。

〽松坂おどり（ヤットコサーッサイ）
　　枝も栄えるヨ 葉も茂る（アーア アレワサーアノ ヤットコサッサイ）

　思うてヨ 来たかよ 思わで来たか（ヤットコサーッサイ）
　　来ても思わにゃヨ 甲斐が無い（アーア アレワサーアノ ヤットコサッサイ）

### 草刈り
その名の通り農作業の草刈りの唄で、それが盆踊りにも転用されたもの。かつての徳山村では、平時の野良仕事の合間合間にも気安く口ずさまれていた様子。
山深い徳山の地では畑で作物を育てるための緑肥作りに野草刈りは欠かせなかったらしく、「草を刈るかよ 刈り干しょするか 鎌が切れぬか おいとしや」という唄の文句にもその暮らしが偲ばれる。

〽ハア 草をナアヨー コリャ 刈るかよ 刈り干しょするか（コラショイト）
　　ア 鎌が切れぬか ア おいとしや（アー ヤットコサッサ ドッコイショット）

### 新草
「草刈り」同様、作業唄であったものが盆踊りに転用されたもので、「新草」とは「五月の田畑に使うために刈り取った後に、再生して茂った二度目の草」のことをいう。
踊りは非常に優雅で、現存する「徳山おどり」の中では最も手数が多い。そのためか、唄の文句でも「新草踊りを 習いとうて見とうて 今朝も朝飯 食わで来た」「新草踊りを 習いたきゃござれ 金の四五両も 持ってござれ」と唄われている。
かつては「徳山ほっそれ」と同様に「徳山おどり」を代表する曲として、各地での舞台出演の際に熱心に踊られていたようである。

〽新草踊りがナアヨー コリャ習いとうて見とうてヨー
　　今朝も朝飯ヨーオイ 食わで来たヨー（アー ヤレコラサッサ ドッコイショ）

### しまだ
いわゆる「島田髷」について唄われる文句が多く、「島田流れる 金谷は焼ける 殿のせきふだ どこに立つ」と唄い出されることからも、東海道の島田宿から来ているのではないかと言われているが、詳細は不明。徳山周辺の西濃地方に同様の曲が分布している様子。
「新草」同様に優雅な踊りで、徳山村史の中では「踊りは座敷踊りである。いずれ宿場の花街で踊られたものであろう。」と推測している。着物の袖をひらめかせながら踊る様は、確かにそのような場が似合っているようにも思われる。

〽島田ヨーオイ流れる 金谷は焼ける（アー スチョマーカチョーイチョイー）
　　殿のヨーオイせき札 イヨーオイ どこに立つ（アー スチョマーカチョーイチョイー）

### しんころさい
囃し言葉の「シンコロサイ シンコロサイ」から名付けられた曲だが、その語源は不明。
馬坂峠を挟んで東に位置する本巣市根尾で今も踊られている「しっこのさい」や、奥美濃白鳥でかつて踊られていたという「しっこらさい」など、類似の唄が一定の範囲に分布していた様子。
「徳山おどり」では「しんころさいには 溜まりがよい　溜まりが無ければ 味噌でもよい」という長囃しが入ることから、かつては「しんこ＝糝粉餅（米粉の団子）」のことを唄っていたのではないかと推測される。
また越前大野の旧和泉村面谷鉱山には「出鉱の祭(しゅっこうのさい)踊り」が古くから伝えられているという記録もあり、何らかの関連が窺われる。

〽ヤーレ めでたナアヨーオイめでたの（コラショット）
　　若松ヨオイ様よ
　枝も栄えて ヤレコリャ 葉も茂るヨー（アー シンコロサイ シンコロサイ）

### 江州音頭（祭文くずし）
西隣の滋賀県/近江の民謡を養蚕業の繭歩荷が習い伝えたとも、鉱山への出稼ぎ人が伝えたともいわれている。
徳山で踊られるようになっての日は浅いものの、その調子の良さから宴席の座を締めくくる曲として、唄い踊られたという。特に滋賀県に近い戸入地区では、盆踊りのお開きの唄として親しまれていた様子。
現在大阪などで盛大に唄われている洗練された節回しと異なり、徳山に伝わる「江州音頭」は単純素朴なもので、「おはら節」同様かつての古態を残しているのかも知れない。
節回しは7･5調4行一連の繰り返しで、唄の外題はお馴染みの「石童丸」や「鈴木主水」「大高源吾」「岩見重太郎」などが唄われていたが、現在は徳山のかつての四季折々の風景を唄い込んで作られた「徳山風景くずし」が専ら唄われている。

〽ドッコイショ（アラ マテタゼ）
　アー 皆様よ ご苦労じゃな（キタショイ）
　これからはヨイヤセの 掛け声を（アラ イヤマカサーノサノ ヤットコショイ）

　アー 若輩者の わたくしが（アー ドッコイ）
　大事な時間を 借りました
　しばらく唄う この唄は（ヤットコサッサ ドッコイショ）
　徳山風景 くずしです（アラ イヤマカサーノサノ ヤットコショイ）

### 扇踊り
その名の通り、扇子を持って踊り、「徳山おどり」の中では唯一、太鼓と鉦の鳴り物が入る。
徳山村史によれば、「隣村坂内村の寺の住職が伝えたもの」と伝えられている他、「この地を治めていた徳山五兵衛が徳川家康から拝領した扇の定紋にちなんで踊り始められた」とも伝えられている。
徳山村の８集落の中でも本郷地区でのみ踊られていたらしく、その名は知られていても実際に踊った人は稀だったという。
また、その本郷地区での盆踊りの際も「扇踊り」が唄われることは稀で、それでも「いざという時に備えて、腰に(扇の代わりの)団扇を差して踊っていた」という。
踊りは単調な繰り返しで、唄の文句はこの曲特有の筋物になっており、唄はその7･5調一行ずつを音頭取り→踊り手が２回ずつ繰り返して行くという、「徳山おどり」の中でも独特なものになっている。

〽（ソーオリャイ）
　わたしゃお十七 妻が無い（ソーリャイ）
　　わたしゃお十七 妻が無いヨー（ソーオリャイ）
　（わたしゃお十七 妻が無い）ソーリャイ
　　（わたしゃお十七 妻が無いヨー）ソーオリャイ

### 菜種の花
祝い唄として宴席で唄い踊られていたという曲。越前福井で唄われている祝い唄「菜種の花」との関連が考えられるが、節回しは異なる。
唄の文句は艶色を持つものが多く、結婚式の席で好んで唄い踊られたという。
詩型は7･5･7･5一連で後半を繰り返して唄い、踊りは優雅で「蝶と戯れるように踊れ」と言われる。

〽菜種の花の 咲くころは どれが（コラショイト）
　　花やら 蝶々やら（アー ヨーイーヨーイー ヨーイートーセー）
　蝶々やら 蝶々やら どれが（コラショイト）
　　花やら 蝶々やら（アー ヨーイーヨーイー ヨーイートーセー）

他にも録音音源として、飛騨の「古代臣」に似た「大門先」や、「にがた」「どどいつ」「さわぎ」などの唄も残されているが、踊りの方は残念ながら忘れ去られてしまった。

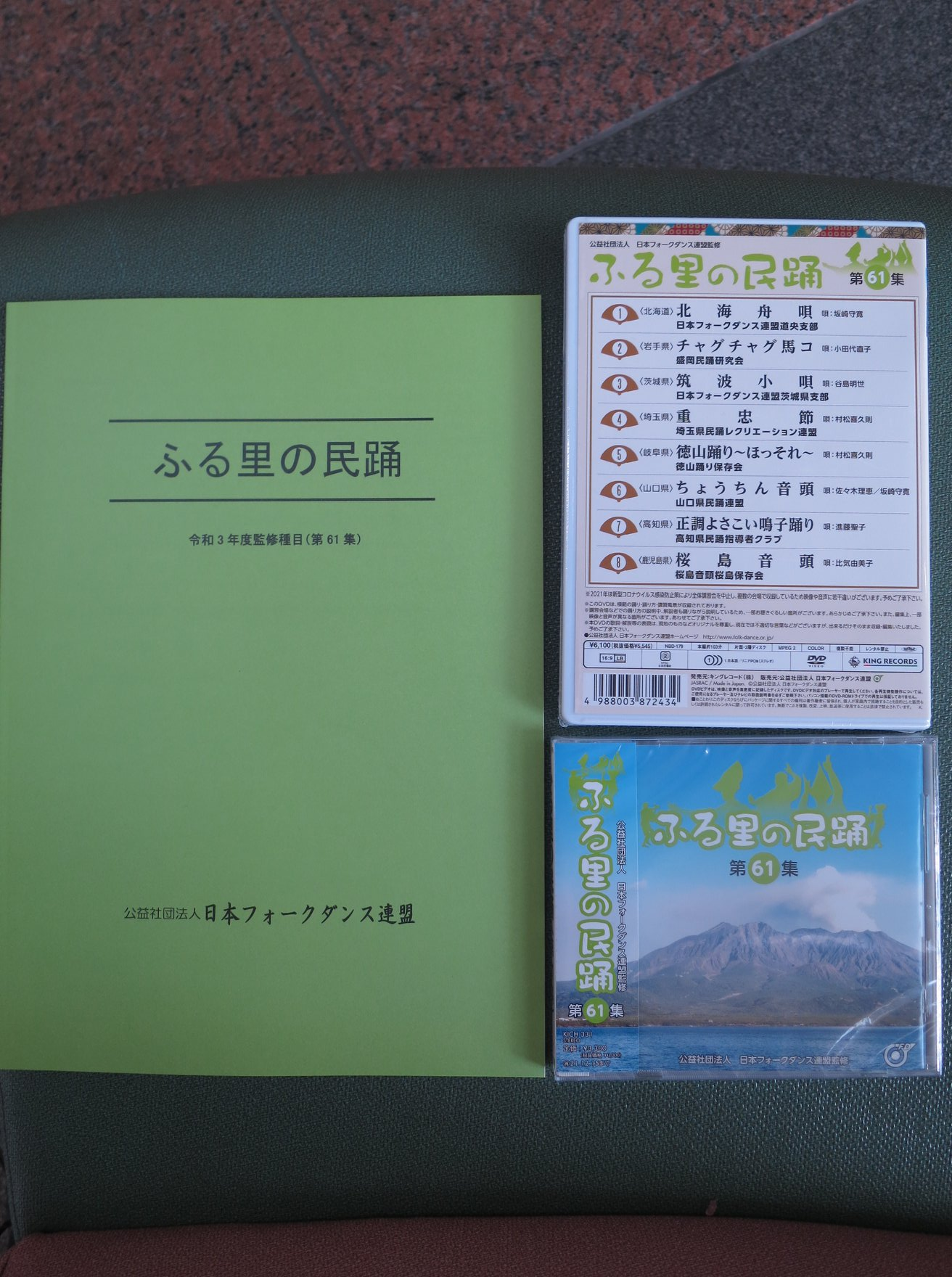
2021年6月に発売された「徳山踊り～ほっそれ～」収録の「ふる里の民踊〈第61集〉」

## CD・DVD化
2021年、徳山おどりの「ほっそれ」が、毎年全国各地の民踊を集めて紹介している日本フォークダンス連盟監修の「ふる里の民踊」シリーズに岐阜県代表として選出。同年6月に「徳山踊り～ほっそれ～」のタイトルで収録された「ふる里の民踊〈第61集〉」（KING RECORDS）のCDと踊り方を収めたDVDが発売された。
「ふる里の民踊」選出曲として、本来であれば現地の保存会が招かれ全日本民踊指導者講習会で直接踊りを指導するところ、コロナ禍のために「徳山ほっそれ」を推薦した大垣市民踊協会がその代役を務めたという。
また収録曲の「徳山踊り～ほっそれ～」には、「踊る際に拍子を取る必要があるため」ということで、本来は無い鳴り物の太鼓が挿入されている。

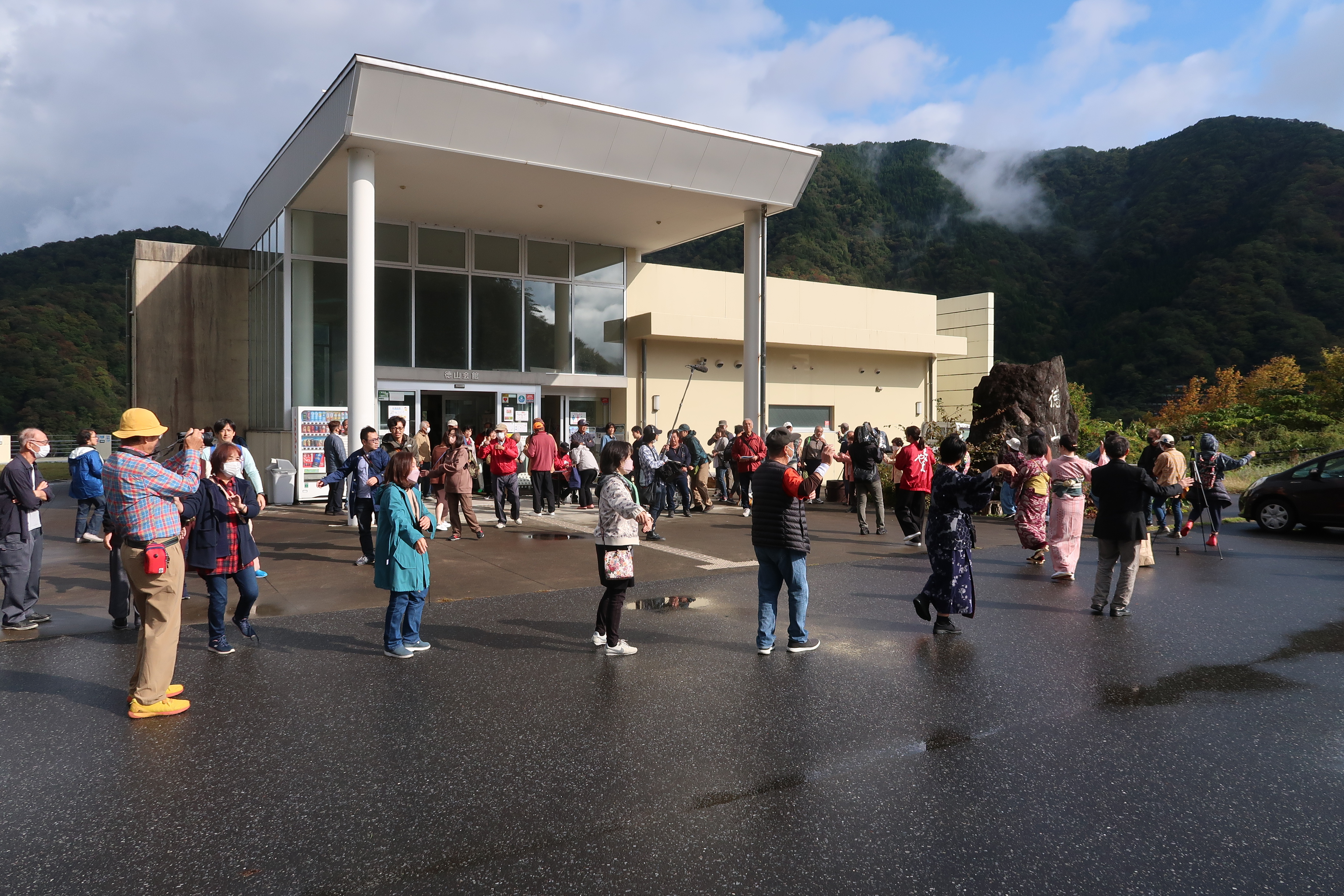
コロナ禍以来４年振りに開催された、徳山ふるさと会での徳山おどりのひとコマ。徳山会館前で多くの人が踊りの輪に加わった。

## コロナ禍による活動休止と復活
2020年からの新型コロナウィルス流行の影響から、徳山おどり保存会も全面的に活動を休止。それまで月一で開催されていた定期練習会も行われなくなる。この保存会の活動休止期間は3年に及んだ。
2023年3月より、定期練習会が復活。2019年に続く、夏の櫓を立てての盆踊り復活開催は準備不足により見送られたが、10月に徳山会館で行われた徳山ふるさと会では久し振りに集まった徳山衆や由縁の人々により徳山おどりの輪が作られた。

## 馬坂ナイト

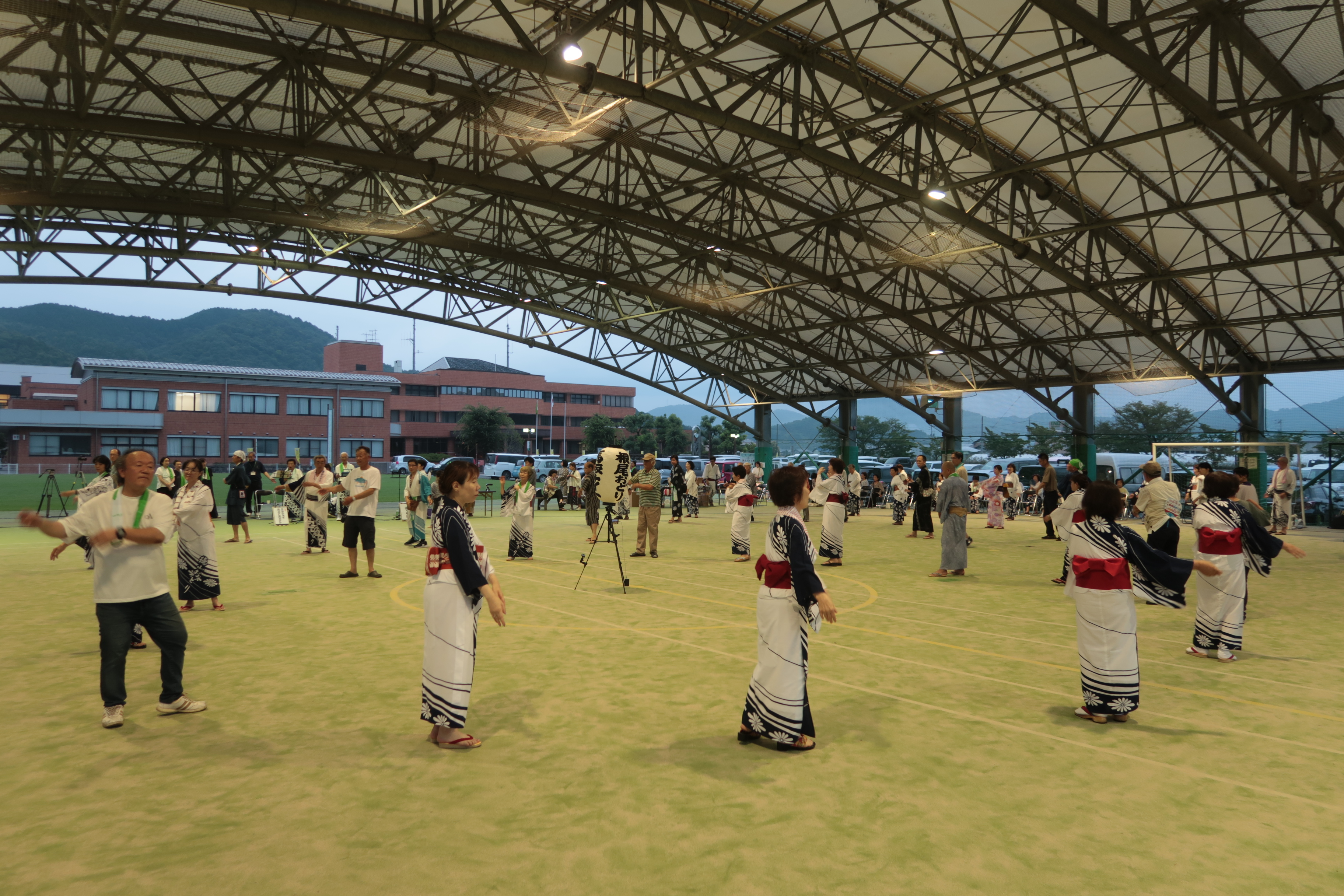
2024年7月に開催された「徳山おどり×根尾おどり」の「馬坂ナイト」の様子（本巣市かがやきドーム）

2024年7月14日、岐阜県本巣市のかがやきドームにて、徳山おどり保存会と根尾おどり保存会共演の盆踊りイベント「馬坂ナイト」が開催された。
旧徳山村と馬坂峠を挟んで隣接していた旧本巣郡根尾村（現本巣市根尾）は古くから徳山の地との交流が盛んで、お互いに文化的な影響も強く、徳山おどりと根尾おどりそれぞれ10曲以上現存する盆踊り曲の中で、「さよれ」と「さんより」、「おはら節」と「おわら」、「しんころさい」と「しっこのさい」、「ほっそれ（輪島）」と「輪島」、同じ曲名の3曲「しまだ」「草刈り」「新草」と、実に7曲が根を同じくする同系統の曲となっている。
「馬坂ナイト」は徳山おどり保存会と根尾おどり保存会の交流を図ると共に、徳山おどりと根尾おどりという西濃のユニークな盆踊りを広く世に紹介する目的で開催され、その試みが好評を博した。

## 表山団地での盆踊り

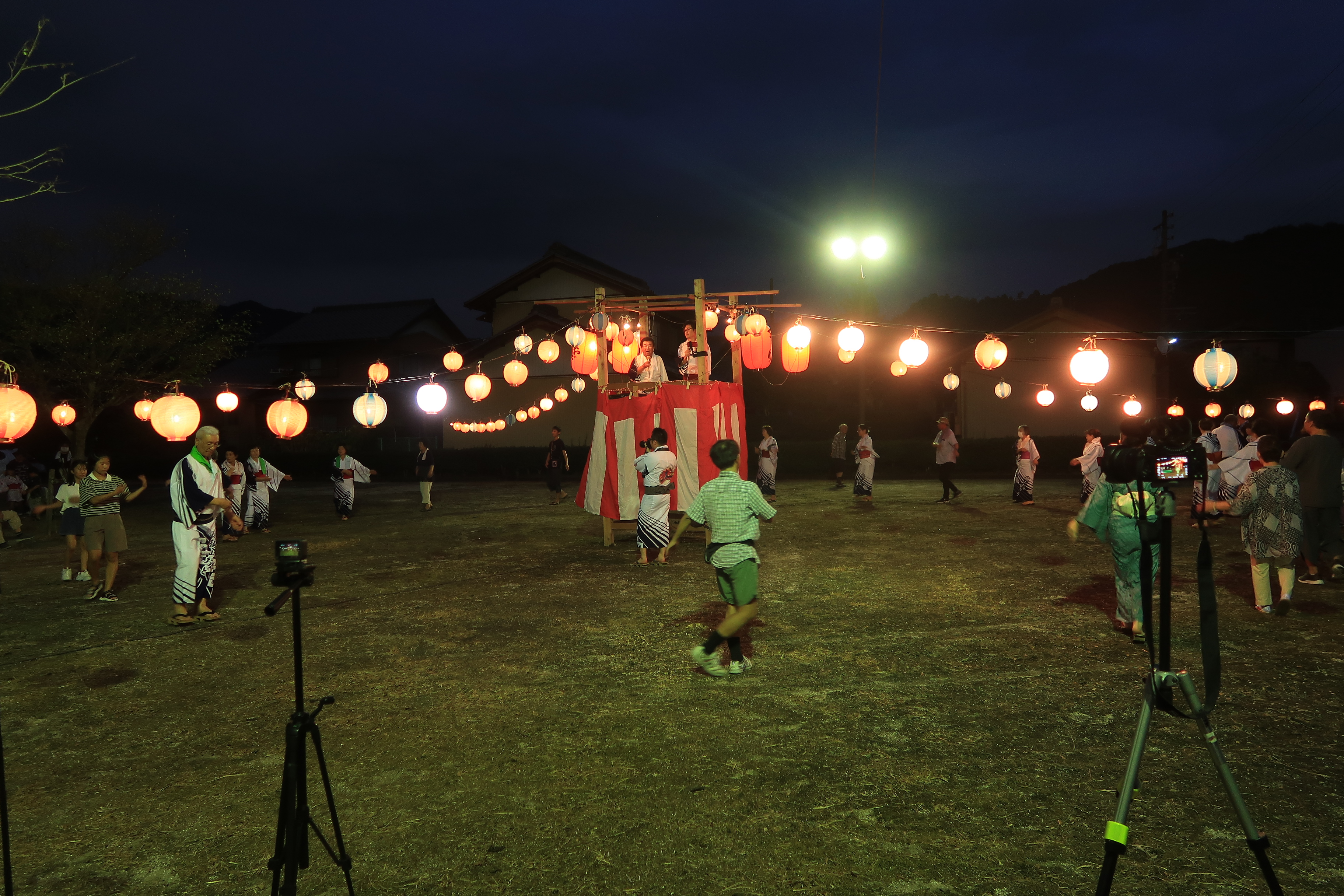
2024年8月に揖斐川町の表山団地中央公園で開催された徳山盆踊り。十数年ぶりに表山団地に櫓が立った。

2024年8月14日、旧村民の集団移転先のひとつである揖斐川町の表山団地中央公園で、2019年8月以来となる徳山おどりの盆踊りが開催された。
2019年に盆踊りが復活開催された際は本巣市文殊の徳山団地で行われたため、揖斐川町の表山団地に櫓が立つのは十数年ぶりであった。
高齢化の進む徳山出身者の中には既に在所から離れた別の団地へ通うことが難しくなっている高齢者も多く、2019年の徳山団地での盆踊りには参加出来なかった表山団地由縁の徳山衆が多く参加して踊りの輪を作り、久し振りの徳山おどりを楽しんだ。